# Андреа Томпсън
Ребека Андреа Томпсън (на английски: Rebecca Andrea Thompson) е американска телевизионна и филмова актриса.
Родена е в Дейтън, Охайо на 6 януари 1960 г.
Взима участие в телевизионните сериали „Вавилон 5“, „24“, „Военна прокуратура“, „Полицейско управление Ню Йорк“ и във филма „Уол Стрийт“ от 1987 г. Съпруга е на екранния си партньор Джери Дойл от 1995 до 1997 г.
През 2001 г. става водеща на вечерните новини на информационния канал CNN.

## Филмография
- „24“ (5 епизода) – 2003 и 2004 г.
- „Военна прокуратура“ (7 епизода) – 1996 и 2004 г.
- „Отделът“ - (1 епизод) - 2004 г.
- „Полицейско управление Ню Йорк“ - (63 епизода) От 1996 до 2000 г.
- „Вавилон 5“ (20 епизода) - От 1994 до 1995 г.
- „Спасители на плажа“ - (2 епизода) - 1991 г.
- „Уол Стрийт“ – 1987 г.